# Sierra de los Tuxtlas
La Sierra de Los Tuxtlas —conocida también como Sierra de Santa Martha y Sierra de Tuxtla— es una cordillera volcánica que bordea la costa veracruzana del golfo de México, aproximadamente en la latitud de los 19º N. Algunas eminencias de esta cadena de volcanes son los cerros Santa Martha y San Martín, que alcanzan altitudes de 1700 m s. n. m. El único con actividad volcánica conocida es el San Martín Tuxtla, que hizo erupción en 1664 y 1793. Otros volcanes extintos son el volcán San Martìn Pajapan (1160 m s. n. m.) y el cerro de El Vigía (800 m s. n. m.).
La Sierra de Los Tuxtlas está aislada del Eje Volcánico Transversal, que dista unos 250 km al poniente; así como de la Cordillera Volcánica Centroamericana, localizada 330 km al sureste. Durante el período preclásico mesoamericano, la Sierra de Los Tuxtlas abasteció de roca basáltica y otros minerales a los grandes artistas olmecas que tallaron, por ejemplo, las famosas cabezas colosales y los llamados altares.

## Ecorregión
La Sierra de los Tuxtlas es reconocida como ecorregión terrestre según la definición del Fondo Mundial para la Naturaleza. Se considera a esta sierra como el límite norte de distribución de la selva tropical de tipo ecuatorial en el continente americano. Esta ecorregión pertenece al bioma de los bosques húmedos latifoliados tropicales y subtropicales de la ecozona Neotropical. La ecorregión, que cubre un área de aproximadamente 3885 km², tiene una biodiversidad excepcional, con 940 especies de plantas, 80 pteridofitas, más de 1200 especies de insectos, 122 especies de reptiles y anfibios, y más de 440 especies de aves, y 115 especies de mamíferos. La ecorregión es considerado en peligro crítico por el Fondo Mundial para la Naturaleza, por los efectos de la deforestación y el comercio de fauna exótica.

## Reserva de la biosfera
Las laderas altas de los volcanes San Martín y Santa Martha se encuentran cubiertas por una capa de espesa vegetación neotropical. En contraste, en altitudes menores, la selva ha sido sustituida por pastizales que se emplean para la ganadería. Para proteger el ecosistema nativo de la sierra, el gobierno mexicano la ha declarado reserva de la biosfera.